# Minunthozetes semirufus
Minunthozetes semirufus är en kvalsterart som först beskrevs av Koch 1841.  Minunthozetes semirufus ingår i släktet Minunthozetes och familjen Punctoribatidae. Inga underarter finns listade i Catalogue of Life.